# Kithaganahalli, Tumkur
Kithaganahalli là một làng thuộc tehsil Tumkur, huyện Tumkur, bang Karnataka, Ấn Độ.